# Marmessoidea moesta
Marmessoidea moesta är en insektsart som beskrevs av Ludwig Redtenbacher 1908. Marmessoidea moesta ingår i släktet Marmessoidea och familjen Diapheromeridae. Inga underarter finns listade i Catalogue of Life.